# Alcaide (Fundão)
Alcaide é uma povoação portuguesa sede da Freguesia de Alcaide do Município do Fundão, freguesia com 16,72 km² de área e 583 habitantes (censo de 2021), e, por isso, uma densidade populacional de 34,9 hab./km².
Foi vila e sede de concelho, constituído apenas por uma freguesia, até ao início do século XIX. Tinha, em 1801, 1 173 habitantes. Pertenceu ao concelho (atual município) da Covilhã até 1747.. 
Pertence à rede de Aldeias de Montanha.

## Origem do nome
"Alcaide" sugere-nos a ideia de origem etimológica Árabe (de facto o al-qā'di ou Alcaide durante a época em que o pais esteve ocupado pelos mouros era um magistrado com papel militar).

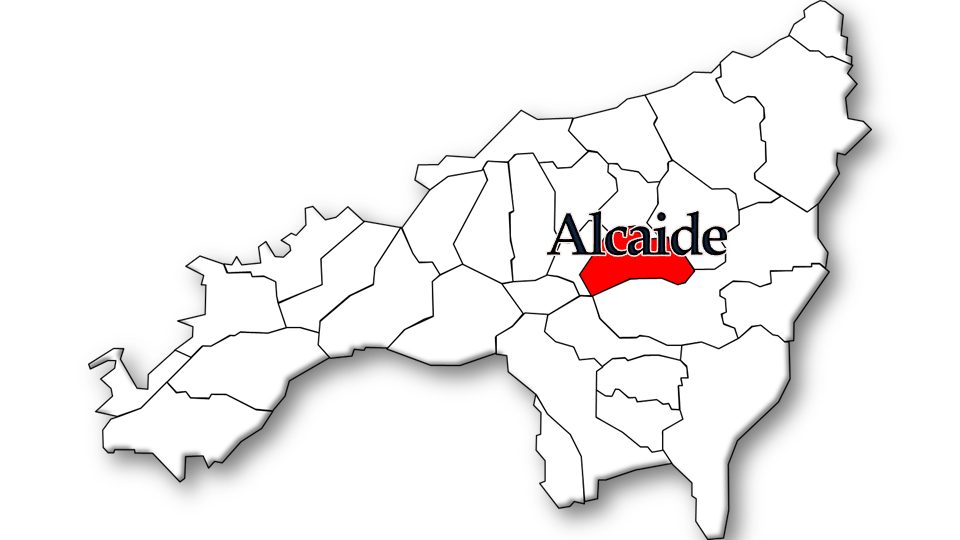
Localização no Município do Fundão

## Demografia
A população registada nos censos foi:
| Distribuição da População por Grupos Etários | Distribuição da População por Grupos Etários | Distribuição da População por Grupos Etários | Distribuição da População por Grupos Etários | Distribuição da População por Grupos Etários |
| -------------------------------------------- | -------------------------------------------- | -------------------------------------------- | -------------------------------------------- | -------------------------------------------- |
| Ano                                          | 0-14 Anos                                    | 15-24 Anos                                   | 25-64 Anos                                   | > 65 Anos                                    |
| 2001                                         | 87                                           | 110                                          | 374                                          | 193                                          |
| 2011                                         | 57                                           | 59                                           | 320                                          | 180                                          |
| 2021                                         | 50                                           | 43                                           | 253                                          | 237                                          |

## Situação Geográfica
Alcaide situa-se num contraforte na vertente norte da Serra da Gardunha, no Distrito de Castelo Branco e Município do Fundão. A aldeia está abraçada pela serra densamente arborizada e depois por uma zona de planície que se estende num vale fértil já na Cova da Beira a duas dezenas de quilómetros da Serra da Estrela. As linhas de água que correm desde as frescas nascentes da serra desenham-lhe a morfologia. Os efeitos das ações erosivas das águas e dos ventos foram intensos nesta região que pode ser dividida em três unidades distintas. A serra, os afloramentos graníticos (cabeços) e as terras baixas mais dóceis para a agricultura, nomeadamente a cultura da cereja.
O clima é típico de zona de montanha do interior de Portugal, com Invernos rigorosos, de frio extremo e Verões quentes

## Património
- Capelas de Nossa Senhora da Oliveira, do Mártir de S. Sebastião, de S. Francisco de Assis, do Espírito Santo, de Santo António e de S. Macário
- Calvário
- Antiga Casa da Câmara
- Casa do Conselheiro João Franco
- Casa Cunha Leal
- Fontanários
- Praça Joaquim Gil Pinheiro
- Mata de castanheiros da serra da Gardunha
- Portela da Gardunha

## Aprofundamento do âmbito
Sendo a Serra da Estrela um local de turismo rural e do esqui, a freguesia do Alcaide tem certo potencial turístico, também uma aldeia típica beirã. Isto, também, porque podemos afirmar que é a terra natal de João Franco (ver artigo principal), ministro do rei D. Carlos I. A sua casa ainda está em boas condições; hoje, é um edifício residencial. Essa casa situa-se na rua com o nome do Ministro, antiga rua da Torre. Outros terrenos, no Fundão, estão na posse de famílias associadas a João Franco.
Os principais elementos arquitetónicos e sociais de Alcaide são:
- Cafés
- Mercearias
- Um ringue polidesoirtivo
- Quintas e Herdades
- Parques e jardins
- Largo central conhecido por Praça
- Zona rural, onde se cultiva essencialmente a cereja
- Exetensão de saúde (Casa do Povo)
- Escola de ensino básico
- Igreja matriz e capelas

Sobre demografia (ver em Definição Geral do Alcaide) pode-se dizer que há muita população idosa, embora a natalidade venha a descer drasticamente.

## Festa de São Macário
Dedicada a São Macário, ocorrendo sempre, todos os anos, no 3º domingo depois da Páscoa.
Esta festa é a mais importante de todas as festas que ocorrem nesta aldeia, sendo esta aldeia bastante devota do São Macário.
A festa faz-se anunciar na aldeia, através do dobrar de um sino da torre da igreja, no Alcaide, conhecido por «incorrer o sino». Esta torre está aberta ao público durante os dias desta festa, para quem quiser ir «incorrer» o sino.
No domingo de São Macário, a festa começa bem cedo, por volta das 7 horas da manhã, com a Alvorada, em que uma banda de música e um grupo de bombos percorrem as ruas da aldeia e são   lançados foguetes, a «descarga», no Cabeço da São Macário. Ao meio dia, realiza-se a procissão desde uma capela que se situa na praça, a capela de São Sebastião, onde os andores preparados e guardados, até à capela de São Macário que fica no alto do Cabeço de São Macário.
Baile popular faz parte desta festa, no ringue da Liga dos Amigos do Alcaide, à noite.
A festa prossegue 2ª feira, com o tradicional jogo de futebol solteiros-casados e  procissão do Cabeço de São Macário para a aldeia.
Outra festa de relevo é o Festival do Cogumelo - Míscaros -  que se realiza, geralmente, no terceiro fim de semana de Novembro. Nesta festividade, pode desfrutar-se de um amplo leque de atividades: passeios na Gardunha,  passeios micológicos,  animações diversas, cozinheiros em live-cookink, espaços radicais, exposições, e muita gastronomia, desde pratos típicos da aldeia a novos sabores, onde os cogumelos são reis. Também tem a doçaria típica, os licores, os frutos secos. É um festival que faz honra ao outono e aos costumes dos alcaidenses.

## História da Casa de João Franco
A dita casa de João Franco é composta por dois corpos ou duas casas. Uma casa mais antiga, com janelas em ogiva, foi construída pelo pai de João Franco, Frederico Franco, em 1858, num sítio denominado por Altinho do Senhor Frederico. João Franco viveu lá alguns anos da sua vida. A outra casa, contígua à primeira, foi mandada construir por João Franco, em 1920, para um filho. Ambas, com dois andares, têm diversas divisões servidas por longos corredores. Anexa, há uma estrebaria… (sem uso nos dias de hoje) e um pequeno jardim. A casa (ou as casas), ainda residência familiar, foi, parcialmente, descrita  num episódio de A Alma e a Gente, programa da RTP apresentado por José Hermano Saraiva, historiador e autor do programa, com a finalidade de divulgar a figura de João Franco na História Portuguesa.